# Locomotiva DB 145 e 146
Le DB 145 e DB 146 sono le locomotive elettriche principali Bo'Bo' costruite da ADTranz per DB alla fine degli anni '90. La DB 145 è la versione merci per DB Cargo; La DB 146 è la versione passeggeri per DB Regio. Altre macchine per il trasporto di merci sono state costruite per l'ex ferrovia svizzera Mittelthurgaubahn così come per vari operatori privati e società di leasing.
Le locomotive sono le progenitrici delle locomotive Bombardier TRAXX.

## Sfondo e design
La ADTranz DB 145 deriva dal prototipo Locomotiva DB 128 001 (noto anche come 12X) costruito da AEG e Henschel; Come il concorrente Krauss-Maffei 127 001, utilizza motori elettrici asincroni per guidare la locomotiva: basata sulle esperienze acquisite dalla DB 120.

## Ordini e operatori

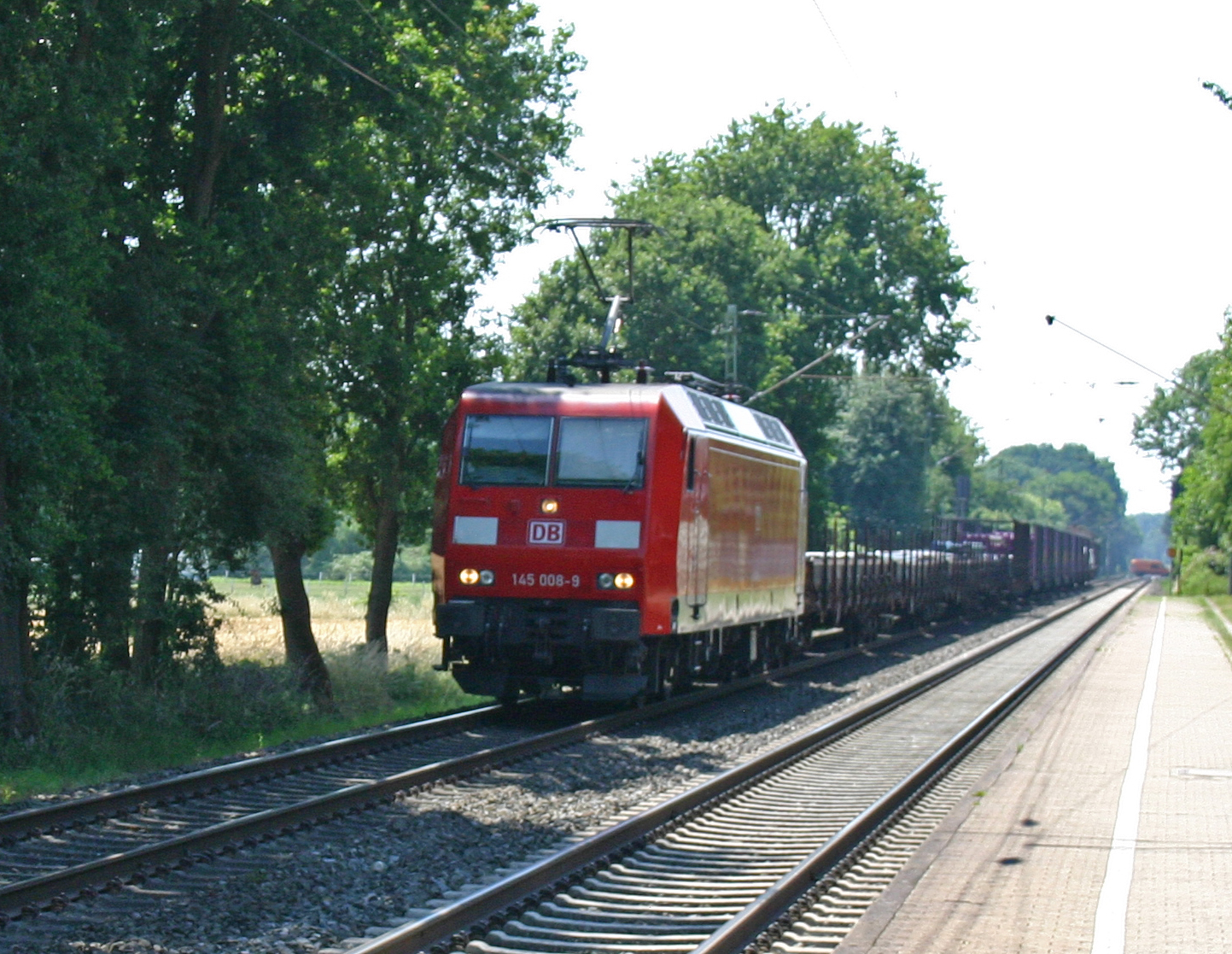
La DB 145 008-9 di DB Schenker Rail Deutschland.

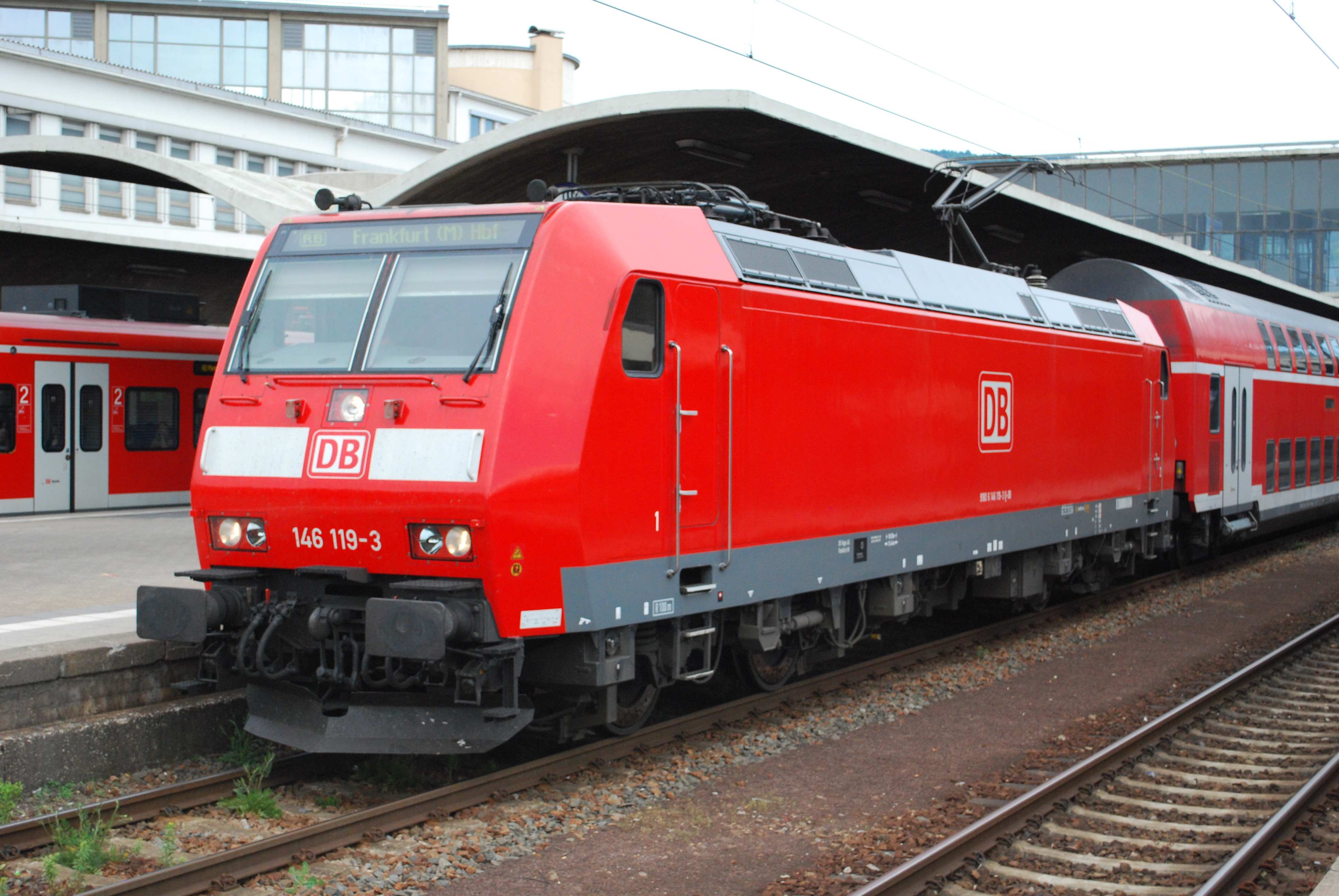
La DB 146 119-3 a Heidelberg Hauptbahnhof.

### Versione merci
Il prototipo ha portato ad un ordine di DB per ottanta locomotive per treni merci a media portata. Queste locomotive sono state consegnate a partire dal 1997. Alla fine della produzione nel 2000 sono state prodotte 80 locomotive; Costruito per DB Cargo. Successivamente le locomotive furono ereditate dalle organizzazioni successori Railion seguito da DB Schenker.
Un ulteriore sei unità sono state costruite per la ferrovia privata la Mittelthurgaubahn nel 2000 dove furono designate Re486; Dopo il fallimento della società nel 2002 le locomotive sono state vendute a FFS Cargo, lavorando come Re481. Le locomotive non sono state omologate per operazioni in Svizzera - solo la Germania - gestite dalla filiale tedesca delle Ferrovie Federali Svizzere. Ciò è proseguito fino al 2005 quando sono stati venduti alla società di leasing MRCE e successivamente operato per vari operatori privati in Germania.
Tra il 1999 e il 2001 sono state prodotte altre 17 unità per vari operatori privati e società di leasing; Tra cui cinque per CBrail, sei per Locomotion Capital (ora Angel Trains cargo), due per Rail4chem (tramite società di leasing Deutsche leasing) e altri.

### Versione passeggeri
Tra il 2000 e il 2001, per DB Regio è stato sviluppato uno sviluppo dei treni passeggeri con azionamento finale dell'albero cavo sostituendo l'azionamento dell'asse e una velocità superiore di 160 km/h Queste locomotive hanno ricevuto la DB 146. Un ulteriore 32 sono stati ordinati nell'agosto 2012.